# Compsothyris racovitzae
Compsothyris racovitzae är en armfotingsart som först beskrevs av Louis Joubin 1901.  Compsothyris racovitzae ingår i släktet Compsothyris och familjen Frieleiidae. Inga underarter finns listade i Catalogue of Life.